# Skochovice (Vrané nad Vltavou)
Skochovice jsou částí obce Vrané nad Vltavou v okrese Praha-západ, přibližně 4 kilometry jižně od hranic Prahy.
Skochovice navazují na jižněji položenou část Vraného a tvoří přibližně dvě třetiny obce Vrané nad Vltavou.
Část obce se nachází na pravém břehu Vltavy v blízkosti vodní nádrže Vrané.

## Historie
Administrativně byly Skochovice v letech 1869–1921 obcí v tehdejším okrese Smíchov (s osadou Vrané), v roce 1930 obcí v okrese Praha-venkov (s osadou Vrané), v roce 1950 osadou obce Vrané nad Vltavou, v letech 1961 až 2002 částí obce Vrané nad Vltavou. Od 1. srpna 2002 se oficiálně Skochovice jako část obce neuvádí.
Do roku 1950 nesla obec skládající se z osad Skochovice a Vrané název Skochovice.

## Doprava
Skochovicemi prochází železniční trať z Prahy do Čerčan a Dobříše otevřená v roce 1897. Ve Skochovicích se trať dělí na čerčanskou a dobříšskou větev na odbočce Skochovice, dobříšská větev hned za odbočkou překonává po železném mostě Vltavu. Zastávka Skochovice byla zprovozněna v roce 1934.

## Galerie

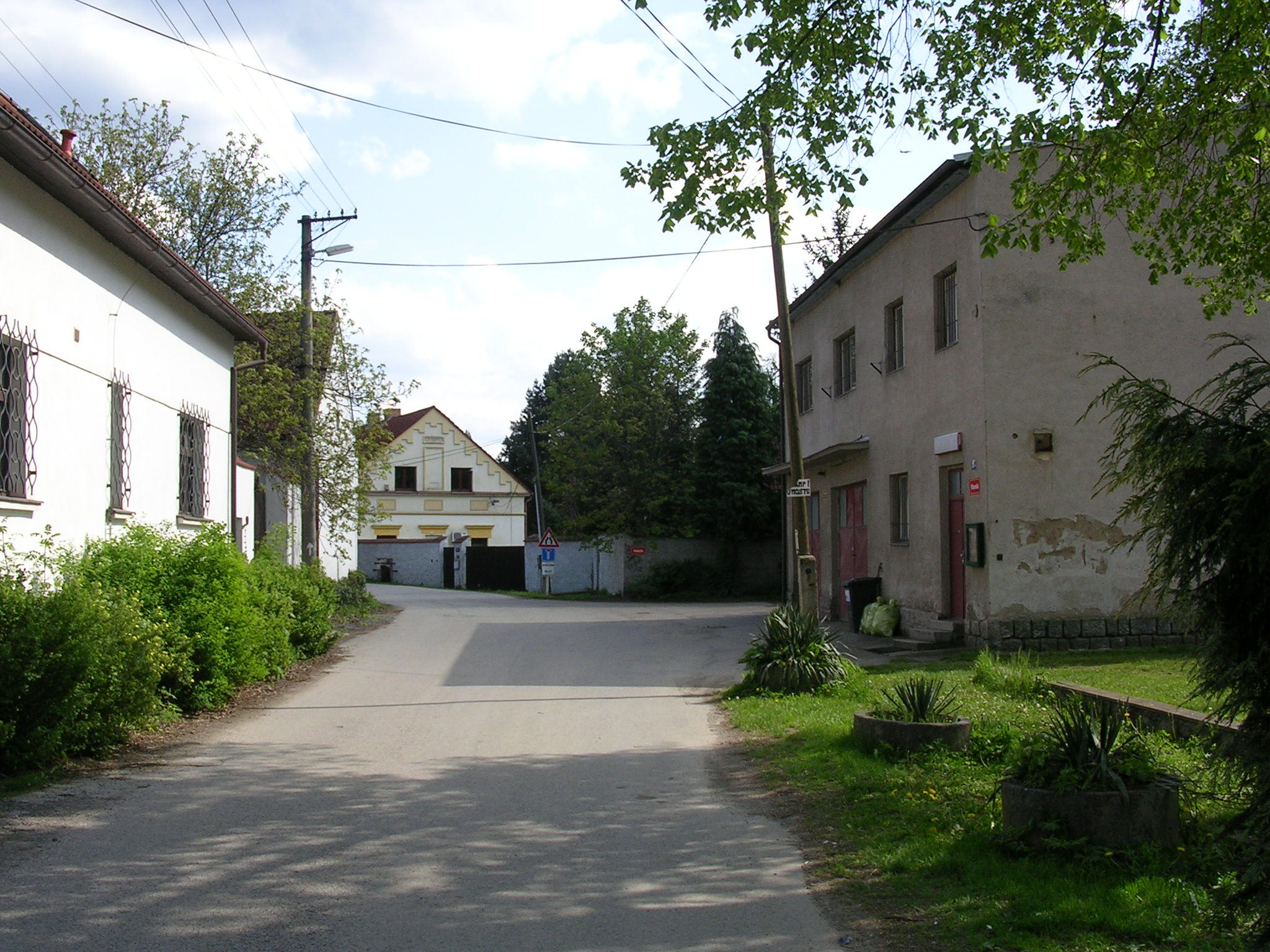
Vltavská ulice
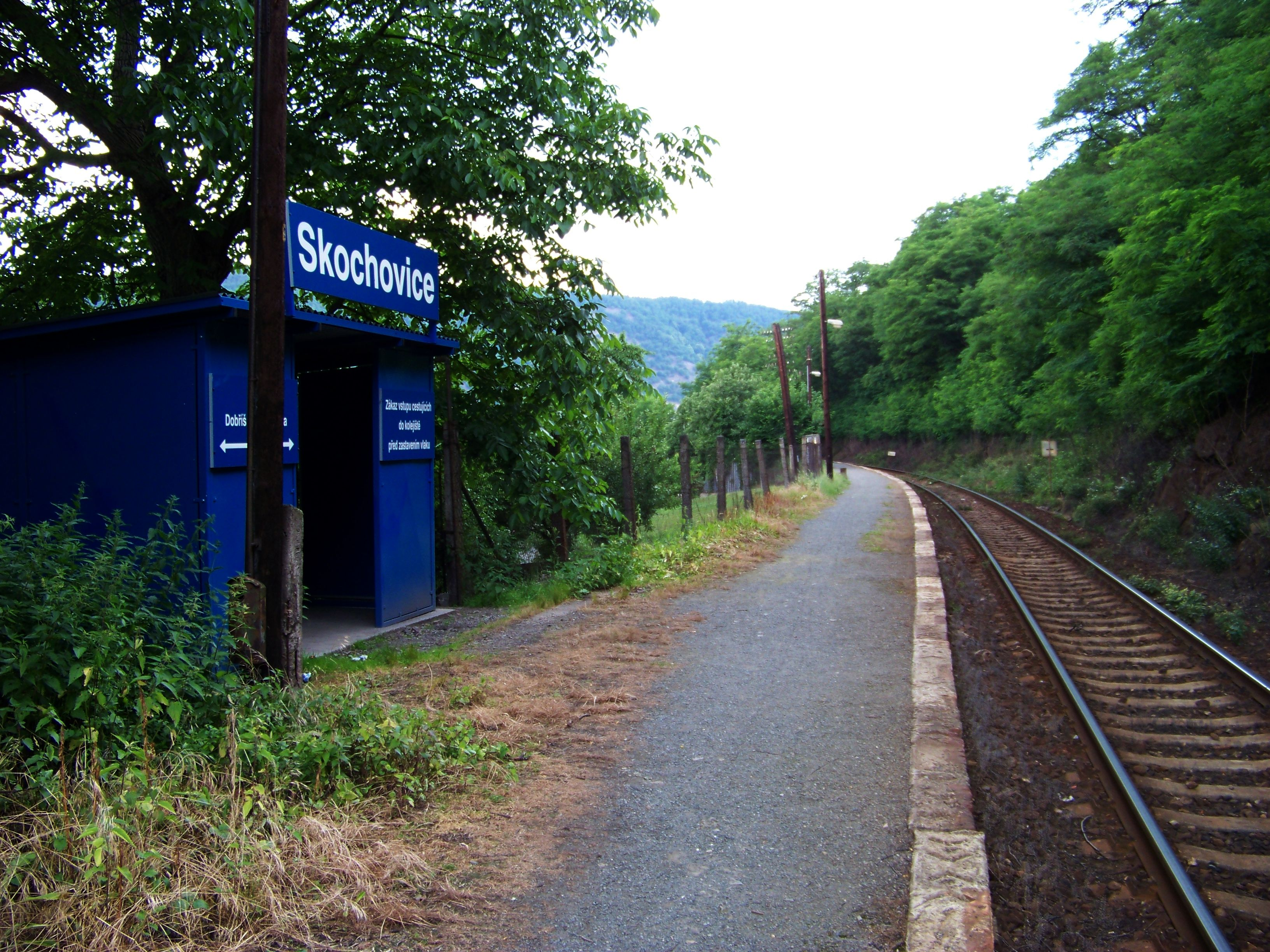
Železniční zastávka
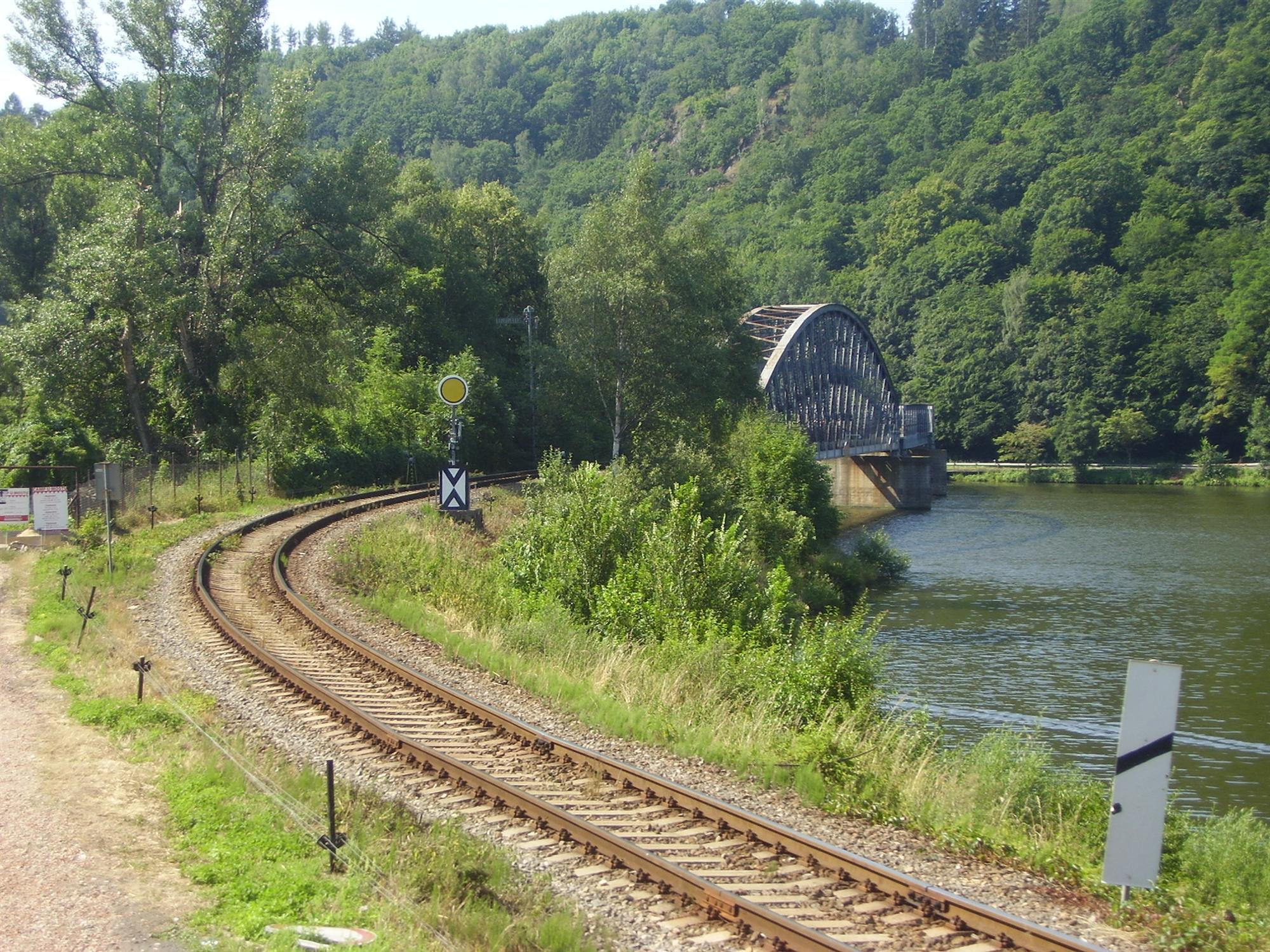
Skochovický železniční most